# دي صالح (مذيخرة)

تعديل مصدري - تعديل

دي صالح محلة تابعة لقرية المنزل، التابعة لعزلة حمير بمديرية مذيخرة إحدى مديريات محافظة إب في الجمهورية اليمنية.، بلغ تعداد سكانها 53 حسب تعداد اليمن لعام 2004.